# World Club Challenge 2014
El World Club Challenge de 2014 fue la vigésimo segunda edición del torneo de rugby league más importante de clubes a nivel mundial.

## Formato
Se enfrentan los campeones del año anterior de las dos ligas más importantes de rugby league del mundo, la National Rugby League y la Super League.

## Participantes
| Liga                       | Ganador         |
| -------------------------- | --------------- |
| National Rugby League 2013 | Sydney Roosters |
| Super League XVIII         | Wigan Warriors  |

## Encuentro
| 22 de febrero de 2014 | Sydney Roosters | 36 - 14 | Wigan Warriors | Estadio de Fútbol de Sídney, Sídney |  |
|                       |                 |         |                | Asistencia: 31 515 espectadores     |  |

| Bandera de Australia    |
| Campeón Sydney Roosters |
| Tercer título           |